# Cucullia scrophulariphila
Cucullia scrophulariphila là một loài bướm đêm trong họ Noctuidae.